# Axel Kristensen
Axel Aage Kristensen (ur. 21 czerwca 1873 we Frederiksbergu, zm. 23 listopada 1952) – duński strzelec, olimpijczyk.
W 1900 roku wystąpił na igrzyskach olimpijskich w Paryżu, będących jednocześnie mistrzostwami świata. Wystartował w pięciu konkurencjach. Indywidualnie najwyższą pozycję osiągnął w strzelaniu z karabinu dowolnego stojąc z 300 m, w którym uplasował się na 22. miejscu. Drużynowo zajął 4. miejsce w karabinie dowolnym w trzech postawach z 300 m.

## Wyniki

### Igrzyska olimpijskie
| Igrzyska   | Konkurencja                                     | Wynik                                    | Miejsce | Źródło |
| ---------- | ----------------------------------------------- | ---------------------------------------- | ------- | ------ |
| Paryż 1900 | Karabin dowolny, trzy postawy, 300 m            | 782 pkt. (261–260–261)                   | 28      | [ 4 ]  |
| Paryż 1900 | Karabin dowolny, trzy postawy, 300 m, drużynowo | 4278 pkt. (druż.) 782 pkt. (261–260–261) | 4       | [ 2 ]  |
| Paryż 1900 | Karabin dowolny leżąc, 300 m                    | 261 pkt.                                 | 30      | [ 5 ]  |
| Paryż 1900 | Karabin dowolny klęcząc, 300 m                  | 260 pkt.                                 | 26      | [ 6 ]  |
| Paryż 1900 | Karabin dowolny stojąc, 300 m                   | 261 pkt.                                 | 22      | [ 1 ]  |